# Sarriac-Bigorre
 Sarriac-Bigorre  es una población y comuna francesa, situada en la región de Mediodía-Pirineos, departamento de Altos Pirineos, en el distrito de Tarbes y cantón de Rabastens-de-Bigorre. Está integrada en la Communauté de communes Adour Rustan Arros.

## Demografía
| 331 | 323 | 320 | 277 | 268 | 263 |
| Para los censos de 1962 a 1999 la población legal corresponde a la población sin duplicidades (Fuente: INSEE [Consultar]) |     |     |     |     |     |